# フルベン
フルベン (fulvene) とは炭化水素のひとつで、ベンゼンと同じ C6H6 の分子式を持つ有機化合物。シクロペンタジエンの5位にある2個の水素がメチレン基 (=CH2) で置き換わった構造を持つ。広義ではその誘導体も含む。シクロペンタジエンとアルデヒドやケトンとの反応から強い発色を示すフルベンの誘導体が Johannes Thiele により発見、確認された。多くのフルベン誘導体が、シクロペンタジエンまたはシクロペンタジエニルナトリウムから合成される。
1,2,3,4-テトラメチルフルベンは Me4Fv と略記され、有機金属化学において配位子として利用される。カチオン性のペンタメチルシクロペンタジエニル錯体からプロトンの脱落により発生する。